# Will Patton
Pour les articles homonymes, voir Patton.
Will Patton, de son vrai nom William Rankin Patton, est un acteur américain né le 14 juin 1954 à Charleston (Caroline du Sud).

## Biographie
Will Patton est né le 14 juin 1954 à Charleston (Caroline du Sud).
Il est l'aîné de trois enfants, dont les parents tenaient une ferme qui était aussi une maison d'accueil pour adolescents rebelles. Son père, Bill Patton, était un dramaturge et également un pasteur luthérien, qui a servi comme aumônier à l'université de Duke.
Il s'est inscrit à la School of the Arts and The Actors' Studio en Caroline du Nord. Il a remporté deux Obie Awards pour ses performances dans la pièce Fool for Love de Sam Shepard.
En 1997, il est nommé pour les Saturn Award, catégorie meilleur second rôle, pour son interprétation du Général Bethléem dans Postman.

## Filmographie

### Cinéma

#### Longs métrages
- 1983 : Variety de Bette Gordon : Mark
- 1983 : Le Mystère Silkwood (Silkwood) de Mike Nichols : Joe
- 1983 : King Blank de Michael Oblowitz : Un client du bar
- 1985 : Recherche Susan désespérément (Desperately Seeking Susan) de Susan Seidelman : Wayne Nolan
- 1985 : After Hours de Martin Scorsese : Horst
- 1985 : The Beniker Gang de Ken Kwapis : Un garde forestier
- 1986 : Belizaire the Cajun de Glen Pitre : Matthew Perry
- 1986 : Chinese Boxes de Christopher Petit : Lang Marsh
- 1987 : Sens unique (No Way Out) de Roger Donaldson : Scott Pritchard
- 1988 : Wildfire de Zalman King : Mike
- 1988 : Un Anglais à New York (Stars and Bars) de Pat O'Connor : Duane Gage
- 1989 : Signs of Life de John David Coles : Le père de Owen
- 1990 : Chacun sa chance (Everybody Wins) de Karel Reisz : Jerry
- 1990 : Business oblige (A Shock to the System) de Jan egleson : Lieutenant Laker
- 1991 : Dernier Sacrifice (The Rapture) de Michael Tolkin : Député Foster
- 1991 : Cold Heaven de Nicolas Roeg : Père Niles
- 1991 : Bright Angel de Michael Fields : Woody
- 1992 : In the Soup d'Alexandre Rockwell : Skippy
- 1992 : The Paint Job de Michael Taav : Wesley
- 1993 : Romeo Is Bleeding de Peter Medak : Martie
- 1993 : Midnight Edition d'Howard Libov : Jack Travers
- 1994 : Le Client (The Client) de Joel Schumacher : Sergent Hardy
- 1994 : Les Maîtres du monde (The Puppet Masters) de Stuart Orme : Dr Graves
- 1994 : Natural Causes de James Becket : Michael Murphy
- 1994 : Consentement judiciaire (Judicial Consent) de William Bindley : Alan Warwick
- 1995 : Copycat de Jon Amiel : Nicoletti
- 1996 : Liens d'acier (Fled) de Kevin Hooks : Détective Matthew "Gib" Gibson
- 1996 : La Seconde Chance (The Spitfire Grill) de Lee David Zlotoff : Nahum Goddard
- 1997 : Postman (The Postman) de Kevin Costner : Général Bethlehem
- 1997 : Les Années rebelles (Inventing the Abbotts) de Pat O'Connor : Lloyd Abbott
- 1997 : Liens secrets (This World, Then the Fireworks) de Michael Oblowitz : Lieutenant Morgan
- 1998 : O.K. Garage de Brandon Cole : Sean
- 1998 : Armageddon de Michael Bay : Charles 'Chick' Chapple
- 1998 : I Woke Up Early the Day I Died d'Aris Iliopulos : Prêcheur
- 1999 : Breakfast of Champions d'Alan Rudolph : Moe, le conducteur de camion
- 1999 : Haute Voltige (Entrapment) de Jon Amiel : Hector Cruz
- 1999 : Jesus' Son d'Alison Maclean (en) : John Smith
- 2000 : 60 secondes chrono (Gone in Sixty Seconds) de Dominic Sena : Atley Jackson
- 2000 : Trixie d'Alan Rudolph : W. 'Red' Rafferty
- 2000 : Le Plus Beau des combats (Remember the Titans) de Boaz Yakin : Bill Yoast, l'entraîneur
- 2002 : La Prophétie des ombres (The Mothman Prophecies) de Mark Pellington : Gordon Smallwood
- 2004 : The Punisher de Jonathan Hensleigh : Quentin Glass
- 2006 : Road House 2 (Road House 2: Last Call) de Scott Ziehl : Nate Tanner
- 2007 : Un cœur invaincu (A Mighty Heart) de Michael Winterbottom : Randall
- 2007 : Nom de Code : Le Nettoyeur (Code Name: The Cleaner) de Les Mayfield : Riley
- 2007 : The List de Gary Wheeler : Michael Harriston
- 2007 : Dog Days of Summer de Mark Freiburger : Eli Cottonmouth
- 2008 : Wendy et Lucy (Wendy and Lucy) de Kelly Reichardt : Le mécanicien
- 2008 : The Loss of a Teardrop Diamond de Jodie Markell : Mr Dobyn
- 2008 : Lucky Days d'Angelica Page et Tony Torn : J.C.
- 2008 : American Violet de Tim Disney : Sam Conroy
- 2009 : Princess Ka'iulani de  de Marc Forby : Sanford Dole
- 2009 : The Canyon de Richard Harrah : Henry
- 2010 : L'Élite de Brooklyn (Brooklyn's Finest) : Lieutenant Bill Hobarts
- 2010 : Phénomènes paranormaux (The Fourth King) d'Olatunde Osunsamni : Shérif August
- 2010 : Un catcheur au grand coeur (Nucklehead) de Michael W. Watkins : Vic
- 2010 : Waking Madison de Katherine Brooks : Steven Walker
- 2011 : La Dernière Piste (Meek's Cutoff) de Kelly Reichardt : Solomon Tetherow
- 2012 : Abigail Harm de Lee Isaac Chung : Le visiteur
- 2012 : L'Exilée (The Girl) de David Riker : Tommy
- 2014 : The November Man de Roger Donaldson : Perry Weinstein
- 2016 : American Honey d'Andrea Arnold : Backseat
- 2017 : Megan Leavey de Gabriela Cowperthwaite : Jim
- 2017 : The Scent of Rain & Lightning de Blake Robbins : Hugh "Senior" Linder
- 2018 : L'Internat (Boarding School) de Boaz Yakin : Dr Sherman
- 2018 : Halloween de David Gordon Green : Sergent Hawkins
- 2018 : An Actor Prepares de Steve Clark : Wisdom
- 2019 : Blood on Her Name de Matthew Pope : Richard Tiller
- 2019 : Radioflash de Ben McPherson : Frank
- 2019 : Hammer de Christian Sparkes : Stephen Davis
- 2020 : Minari de Lee Isaac Chung : Paul
- 2020 : Sweet Thing d'Alexandre Rockwell : Adam
- 2021 : Halloween Kills de David Gordon Green : Officier Frank Hawkins
- 2021 : American Nightmare 5 : Sans Limites (The Forever Purge) d'Everardo Gout : Caleb Tucker
- 2021 : The Devil Below de Bradley Parker : Schuttmann
- 2022 : Halloween Ends de David Gordon Green : Officier Frank Hawkins
- 2023 : Janet Planet (en) d'Annie Baker : Wayne
- 2024 : Horizon : Une saga américaine, chapitre 1 (Horizon: An American Saga – Chapter 1) de Kevin Costner : Owen Kittredge
- 2024 : Horizon : Une saga américaine, chapitre 2 (Horizon: An American Saga – Chapter 2) de Kevin Costner : Owen Kittredge

#### Courts métrages
- 2009 : Looking at Animals de Marc Turtletaub : Raymond
- 2021 : Safe d'Ian Barling : Francis

### Télévision

#### Séries télévisées
- 1982 : Ryan's Hope : Ox Knowles
- 1982 : CBS Library : Ben Moody
- 1984 - 1985 : C'est déjà demain (Search for Tomorrow) : Kentucky Bluebird
- 1985 : Equalizer (The Equalizer) : Officier Nick Braxton
- 1990 : Brigade de choc à Las Vegas (Nasty Boys) : Raymond Batiste
- 1995 - 1997 : VR.5 : Dr Frank Morgan
- 1997 : The Protector : Jeff
- 2001 : Espions d'État (The Agency) : Jackson Haisley
- 2005 : Into the West : James Fletcher
- 2006 - 2007 : Numbers : Détective Gary Walker
- 2009 : 24 heures chrono (24) : Allan Wilson
- 2010 : Les Experts (CSI: Crime Scene Investigation) : Craig Halliday, Directeur de la CIA
- 2011 - 2015 : Falling Skies : Capitaine Weaver
- 2016 : The Good Wife : Mike Tascioni
- 2017 : Shots Fired : Sheriff Daniel Platt
- 2019 : Swamp Thing : Avery Sunderland
- 2020 : Yellowstone : Garrett Randall
- 2022 - 2024 : Outer Range : Wayne Tillerson
- 2023 : Silo : Adjoint Sam Marnes

#### Téléfilms
- 1981 : Kent State de James Goldstone : Peter
- 1987 : Colère en Louisiane (A Gathering of Old Men) de Volker Schlöndorff : Lou Dimes
- 1991 : Dillinger de Rupert Wainwright : Melvin Purvis
- 1991 : Désir mortel (Deadly Desire) de Charles Correll : Giles Menteer
- 1992 : L'Assassin au fond des bois (In the Deep Woods) de Charles Correll : Eric Gaines
- 1992 : Justice pour mon fils (A Child Lost Forever: The Jerry Sherwood Story) de Claudia Weill : Frank Maxwell
- 1993 : Traque à Manhattan (Taking the Heat) de Tom Mankiewicz : Hadley
- 1993 : Brigade de choc à Las Vegas 2 (Nasty Boys, Part 2: Lone Justice) d'Aaron Lipstadt et Leo Penn : Raymond Batiste
- 2004 : The Last Ride de Guy Bee : Aaron Purnell
- 2004 : Family Sins de Graeme Clifford : Philip Rothman

## Voix françaises
| - Féodor Atkine dans : - Phénomènes paranormaux - L'Élite de Brooklyn - Halloween - Halloween Kills - Outer Range (série télévisée) - Halloween Ends - Edgar Givry dans : - Sens unique - Chacun sa chance - Yellowstone (série télévisée) - Joël Martineau dans : - Copycat - Le Plus Beau des combats - Gabriel Le Doze dans : - 60 secondes chrono - Swamp Thing (série télévisée) - Jérôme Keen dans : - Into the West (série télévisée) - The Punisher - Patrick Béthune (*1956 - 2017) dans : (les séries télévisées) - Falling Skies - The Good Wife | Et aussi - Jean-Luc Kayser dans Recherche Susan désespérément - Hervé Bellon dans After Hours - Jérôme Rebbot dans Business oblige - Nicolas Marié dans Justice pour mon fils (téléfilm) - Bernard Lanneau dans Romeo Is Bleeding - Éric Legrand dans Le Client - André Baeyens dans Les Maîtres du monde - Marc François (*1951 - 2009) dans Liens d'acier - Bruno Carna (*1959 - 2012) dans Liens secrets - François Dunoyer dans Postman - Jean-Pol Brissart dans Armageddon - Georges Claisse (*1941 - 2021) dans Haute Voltige - Philippe Dumond dans Trixie - Jacques Bouanich dans La Prophétie des ombres - Philippe Catoire dans Espions d'État (série télévisée) - Jean-Claude Sachot (*1943 - 2017) dans Road House 2 - Daniel Gall (*1938 - 2012) dans 24 Heures chrono (série télévisée) - Charles Borg dans Princesse Kaiulani - Serge Biavan dans The November Man - Gérard Surugue dans Shots Fired (série télévisée) - Patrick Donnay (Belgique) dans L'Internat - Hervé Jolly dans American Nightmare 5 : Sans Limites - Pascal Casanova dans Silo (série télévisée) - Stefan Godin dans Horizon : Une saga américaine, chapitre 1 |